# Exhibition Stadium
Exhibition Stadium (offiziell: Canadian National Exhibition Stadium oder CNE Stadium) war ein multifunktional verwendbares Sportstadion, das sich auf dem Gelände des Exhibition Place in Toronto befand. Es wurde ursprünglich als Sportstätte für Spiele des Canadian Football, die Messe Canadian National Exhibition und weiteren Ereignissen konzipiert. Außerdem war das Stadion von 1977 bis 1989 die Heimstätte der Baseballmannschaft Toronto Blue Jays und von 1959 bis 1988 von den Toronto Argonauts. Im Exhibition Stadium wurde der Grey Cup über einen Zeitraum von 24 Jahren insgesamt zwölf Mal ausgetragen.
Das Stadion ist seit 1879 das vierte, das an dieser Stelle errichtet wurde. Im Jahr 1948 ergänzte man es durch ein Dach an der Nordseite und wandelte es 1959 in ein Footballstadion um. Ein Jahr zuvor wurde das Stadion als NASCAR-Rennstrecken genutzt. Zu diesem Zeitpunkt hatte das Stadion eine maximale Kapazität von 33.150 Plätzen. Mitte der 1970er Jahre erweiterte und baute man es ein weiteres Mal um, da die Toronto Blue Jays 1977 das Exhibition Stadium als ihr Heimstadion wählten.
Die Wetteranfälligkeit des Stadionbaus machten in den 1970er und 1980er Jahren allerdings zunehmend Probleme, so dass man den Bau eines neuen, überdachten Stadions erwog, der schlussendlich zum Bau des Rogers Centre führte. Nachdem es am 28. Mai 1989 stillgelegt wurde, riss man es am 31. Januar 1999 vollständig ab. Bis 2006 nutzte man die Fläche als Parkplatz und baute an dieser Stelle das Fußballstadion BMO Field, das 2007 eröffnet wurde.